# Халит Трнавци
Халит Трнавци (алб. Halit Tërnavci; Трнавце, 10. мај 1942) је албанолог, фолклориста и некадашњи шеф Катедре за албанологију Филолошког факултета у Београду.

## Младост и образовање
Рођен је 10. маја 1942. године у селу Трнавце, Србица. Завршио је Учитељску школу у Приштини 1957, а затим светску књижевност на Филолошком факултету у Београду 1962. године. Постдипломске студије наставио је на Одсеку за албански језик и књижевност. Године 1966. одбранио је магистарски рад „Мотив узиђивања у српскохрватској и албанској народној поезији”.
Године 1970. одбранио је докторску тезу „Мотив о сестри и мртвом брату у усменој књижевности балканских народа”.

## Каријера
Радио је као лектор за албански језик од 1967. до 1971. године. Од 1971. радио је као доцент за албанску књижевност и језик, а 1974. одабран је за шефа Катедре за албанологију Филолошког факултета у Београду. Од 1973. до 1975. био је и помоћник покрајинског секретара за образовање, науку и културу САП Косова.
Године 1998, именован је у Управни одбор Филолошког факултета у Београду.

## Приватни живот
Говори француски и руски, а служи се турским и бугарским језиком.
Живи у Кнежевцу са супругом Садетом, наставницом, са којом има ћерку Теуту (1967), и синове Агрона (1964) и Генца (1971).

## Политички ангажман
Био је члан Просветног савета СР Србије и делегат у Већу општина Скупштине града Београда.
На првим вишестраначким изборима 1990. изабран као посланик Социјалистичке партије Србије. Кандидовао се и на изборима 1993. на листи Савеза комуниста — Покрета за Југославију „Удружена левица”.